# 维舍斯拉夫·萨里奇
维舍斯拉夫·萨里奇（1977年2月3日—），克罗地亚前男子水球运动员。他曾代表克罗地亚国家队参加2000年夏季奥林匹克运动会水球比赛，获得第7名。